# 美国国家航空航天局第八组宇航员
美国国家航空航天局的第八组宇航员，是美国国家航空航天局于1978年1月16日挑选的第八批宇航员。

## 飞行员
- 丹尼尔·布兰登斯坦（Daniel Brandenstein）
- 迈克尔·科茨（Michael Coats）
- 理查德·科维（Richard Covey）
- 约翰·克雷顿（John Creighton）
- 罗伯特·吉布森（Robert Gibson）
- 弗雷德里克·格里高利（Frederick Gregory）
- 弗雷德里克·豪克（Frederick Hauck）
- 乔恩·麦克布莱德（Jon McBride）
- 迪克·斯科比（Dick Scobee）
- 布鲁斯特·肖（Brewster Shaw）
- 罗伦·施里弗（Loren Shriver）
- 大卫·沃克（David Walker）
- 唐纳德·威廉姆斯（Donald Williams）

## 任务专家
- 圭恩·布鲁福德（Guion Bluford）
- 詹姆斯·布克利（James Buchli）
- 约翰·法比安（John Fabian）
- 安娜·菲舍尔（Anna Fisher）
- 戴尔·加德纳（Dale Gardner）
- 大卫·格里格斯（David Griggs）
- 特里·哈特（Terry Hart）
- 斯蒂芬·霍利（Steven Hawley）
- 杰弗利·霍夫曼（Jeffrey Hoffman）
- 珊农·露茜德（Shannon Lucid）
- 罗纳德·麦克内尔（Ronald McNair）
- 理查德·穆莱恩（Richard Mullane）
- 斯蒂芬·纳格尔（Steven Nagel）
- 乔治·尼尔森（George Nelson）
- 鬼塚承次（Ellison Shoji Onizuka）
- 朱迪斯·蕾斯尼克（Judith Resnik）
- 萨莉·莱德（Sally Ride）
- 里娅·塞顿（Rhea Seddon）
- 罗伯特·斯图尔特（Robert Stewart）
- 凯瑟琳·萨利文（Kathryn D. Sullivan）
- 诺曼·萨加德（Norman Thagard）
- 詹姆斯·范·霍夫腾（James van Hoften）